# Mayeye
Mayeye (Macheye, Maheye, Maiece, Maieye, Malleye, Maye, Muleye), pleme američkih Indijanaca iz grupe Tonkawa nekad naseljeno na jugu današnjeg Teksasa. Smatra se da se prvi puta spominju pod imenom Meghey (Maghay, Meghty) za vrijeme Sieur de LaSalleLa Salleove (1643-1687) ekspedicije u drugoj polovici 17. stoljeća. La Salle ih nalazi u krajevima sjeverno ili sjeveroistočno od zaljeva Matagorda u Teksasu. Španjolci u ranom 18. stoljeću spominju naziv Mayeye, a 1748. oni ulaze na misiju San Francisco Xavier de Horcasitas na rijeci San Gabriel, blizu sadašnjeg Rockdalea. Nekoliko godina nakon što je misija San Francisco Xavier de Horcasitas napuštena ulaze na drugu misiju, San Antonio de Valero u San Antoniju, gdje se još spominju do 1760. Negdje 1770.-tih godina skupina nemisioniziranih Mayeye Indijanaca kreće se južno prema obali zaljeva gdje su se priključili Coco Indijancima, jednom plemenu iz grupe Karankawan, na donjem toku rijeke Colorado. Godine 1805. o njima se izvještava da se nalaze na ušću rijeke Guadalupe. 
O Mayeye Indijancima kasnije je malo poznato. Njihove središnje skupine po svoj su prilici asimilirani od Karankawa, a ostali od Tonkawa. A. F. Sjoberg sugerira da bi oni možda mogli biti legendarni Yakwal, o kojima govore Tonkawe iz kasnog 19. stoljeća. 

## Vanjske poveznice
- Mayeye Indians